# كفرفو (طرطوس)
كفرفو هي قرية سورية تقع في ناحية صفصافة من منطقة طرطوس في محافظة طرطوس. يبلغ عدد سكانها 2,213 نسمة وفقاً لإحصائيات 2004.